# 高令印
高令印（1935年11月—2025年5月21日），男，山东阳谷人，中国哲学史家，厦门大学教授。主要从事朱子学、禅学研究。

## 生平
1934年11月27日（另有1934年10月、1935年11月等说法），高令印出生于山东省阳谷县张秋镇史塘村。1949年初，加入中国新民主主义青年团。1953年，从寿张中学毕业。1956年，在聊城第三中学通过高考被厦门大学历史学系录取，师从傅衣凌教授。1960年，他被分配到厦门大学马列主义教研室哲学教研组担任助教。1963年至1964年，在中国人民大学哲学系马列著作研究班进修。曾任厦门大学哲学系教授、教研室主任，武夷山朱熹研究中心副理事长，中国哲学史学会理事等职。2005年9月受聘为聊城职业技术学院客座教授。
2019年4月30日，在家乡阳谷县张秋镇史塘村创建的公益机构“高令印书院”正式开院。2025年5月21日逝世。

## 出版物
- 《福建朱子学》（福建人民出版社，1986年）
- 《朱熹事迹考》（上海人民出版社，1987年）
- 《闽学概论》（香港易通出版社，1990年）
- 《中国文化纲要》（厦门大学出版社，1997年）
- 《王廷相评传》（南京大学出版社，1998年）
- 《简明中国哲学通史》（厦门大学出版社，2002年）
- 《朱子学通论》（厦门大学出版社，2007年）
- 《辜鸿铭与中西文化》（福建人民出版社，2008年）

## 亲属
- 女儿：高秀华（1965年—），厦门大学嘉庚学院日语系副教授。